# El Viajero (canción)
El Viajero es un sencillo del cantante mexicano Luis Miguel, lanzado el 20 de septiembre de 2004, como parte de la primera canción del álbum "México en la piel" lanzada el 9 de noviembre de 2004.

## Videoclip y significado
La canción habla sobre el homenaje lírico a México, el videoclip y la canción describe un recorrido por distintos aspectos emblemáticos del país: desde la naturaleza hasta lugares mágicos y emblemáticos de México, expresando el artista sobre la grandeza del país.